# یوکی کاگاوا
یوکی کاگاوا (ژاپنی: 香川 勇気؛ زادهٔ ۲ ژوئیهٔ ۱۹۹۲) یک بازیکن فوتبال اهل ژاپن است.
از باشگاه‌هایی که در آن بازی کرده‌است می‌توان به باشگاه فوتبال رینوفا یاماگوچی، باشگاه فوتبال و-واران ناگاساکی و باشگاه فوتبال توکیو وردی اشاره کرد.